# Ренан, Серхио
Серхио Ренан (исп. Sergio Renán; 30 января 1933 — 13 июня 2015) — аргентинский актёр, режиссёр и сценарист. Известен своими постановками опер «Манон» (1984), «Риголетто» (1985), «Отелло» (1987), «Мадам Баттерфляй» (1989), «Так поступают все» (1990), и «Женитьба Фигаро» (1992). Родился в Буэнос-Айресе в еврейской семье. В 1995 году был назначен музыкальным директором театра «Колон» в Буэнос-Айресе.
Умер 13 июня 2015 года.